# كورتني سولومون
كورتني سولومون هو كاتب ومنتج أفلام وكاتب سيناريو ومخرج كندي، ولد في 1 سبتمبر 1971 في تورونتو في كندا.

## وصلات خارجية
- كورتني سولومون على موقع IMDb (الإنجليزية)
- كورتني سولومون على موقع ميتاكريتيك (الإنجليزية)
- كورتني سولومون على موقع روتن توميتوز (الإنجليزية)
- كورتني سولومون على موقع ألو سيني (الفرنسية)
- كورتني سولومون على موقع أول موفي (الإنجليزية)
- كورتني سولومون على موقع بوكس أوفيس موجو (الإنجليزية)
- كورتني سولومون على موقع قاعدة بيانات الأفلام السويدية (السويدية)
- كورتني سولومون على موقع قاعدة بيانات الفيلم (الإنجليزية)
- كورتني سولومون على موقع كينوبويسك (الروسية)